# Freedom Planet
 (janvier 2015).
Si vous disposez d'ouvrages ou d'articles de référence ou si vous connaissez des sites web de qualité traitant du thème abordé ici, merci de compléter l'article en donnant les références utiles à sa vérifiabilité et en les liant à la section « Notes et références ».
Freedom Planet est un jeu vidéo de plates-formes en 2D créé par le développeur indépendant GalaxyTrail, un studio créé pour ce projet par le designer Stephen DiDuro. Le joueur contrôle l'un des trois protagonistes qui sont des animaux anthropomorphes : la dragonne Lilac, la chatte sauvage Carol et le basset Milla. Aidé par le canard Torque, le joueur tente de vaincre le maléfique Lord Brevon qui essaye de conquérir la galaxie. Les niveaux du jeu vidéo sont entrecoupées de scènes d'action plus lentes dans le mode histoire.
Le jeu est sorti en juillet 2014 sur Microsoft Windows via Steam, en octobre 2015 sur Wii U via le Nintendo eShop, en 2017 sur PlayStation 4 et en 2018 sur Nintendo Switch.
Une suite intitulée Freedom Planet 2 est sortie en septembre 2022 sur Microsoft Windows, et une sortie sur consoles est prévue pour 2023.

## Histoire
Freedom Planet a commencé en tant que fangame de Sonic. Cependant, DiDuro n'a pas souhaité poursuivre sur une œuvre dérivée et a repensé le projet. À travers le site deviantART, il a recruté l'artiste Ziyo Ling, qui a changé les personnages d'origines par ses créations. Lilac, à l'origine une hérissonne, est devenu une dragonne par exemple et le système de collecte d'anneaux de la série Sonic a été abandonné. D'autres changements suggérés par les fans ont été incorporés tout au long du développement. Finalement, bien que développé au Danemark, Freedom Planet est très influencé par l'Asie de l'Est dans ses visuels.
Le jeu est sorti pour Microsoft Windows, comme démo en août 2012, puis après quelques retards comme un jeu complet via Steam le 21 juillet 2014. Le jeu est ensuite sorti sur le Nintendo eShop de la Wii U le 29 octobre 2015. À sa sortie, Freedom Planet a été largement comparé aux jeux Sonic de la Mega Drive qui sont sa source d'inspiration. Les critiques ont salué son gameplay, son esthétique et l'équilibre entre les éléments issus de Sonic et son contenu original, mais ont été plus mitigés sur son rythme et sa longueur.

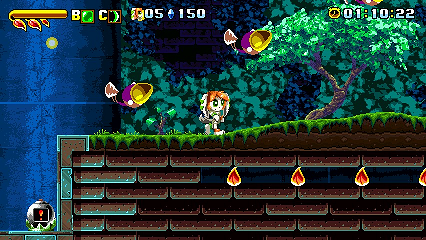
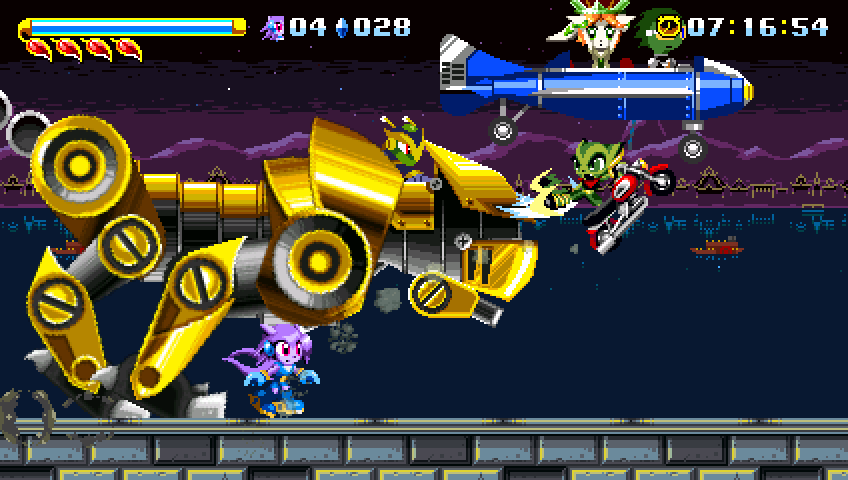
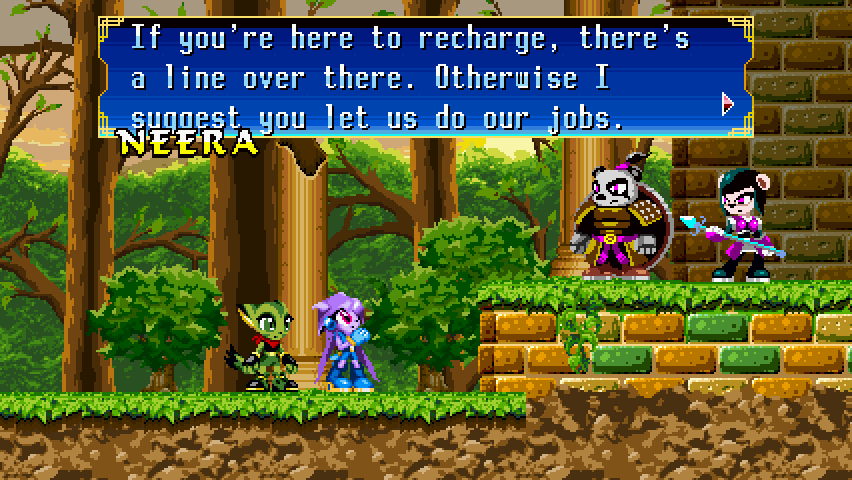
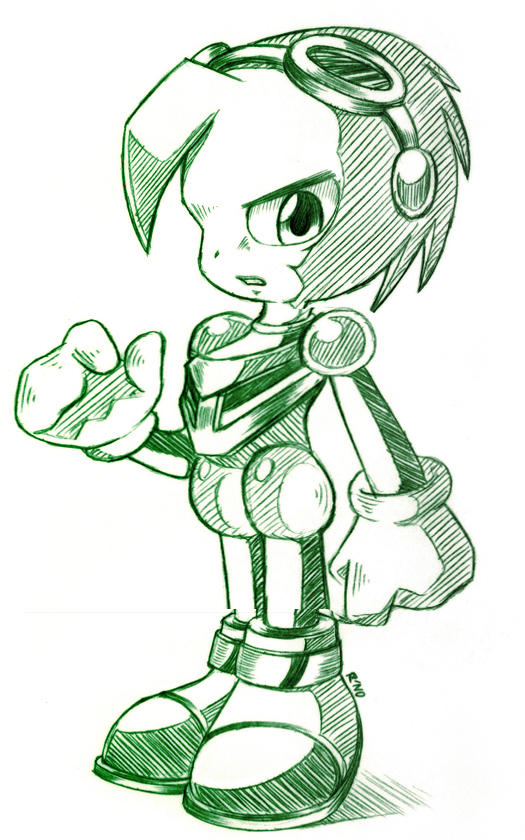
Torque.
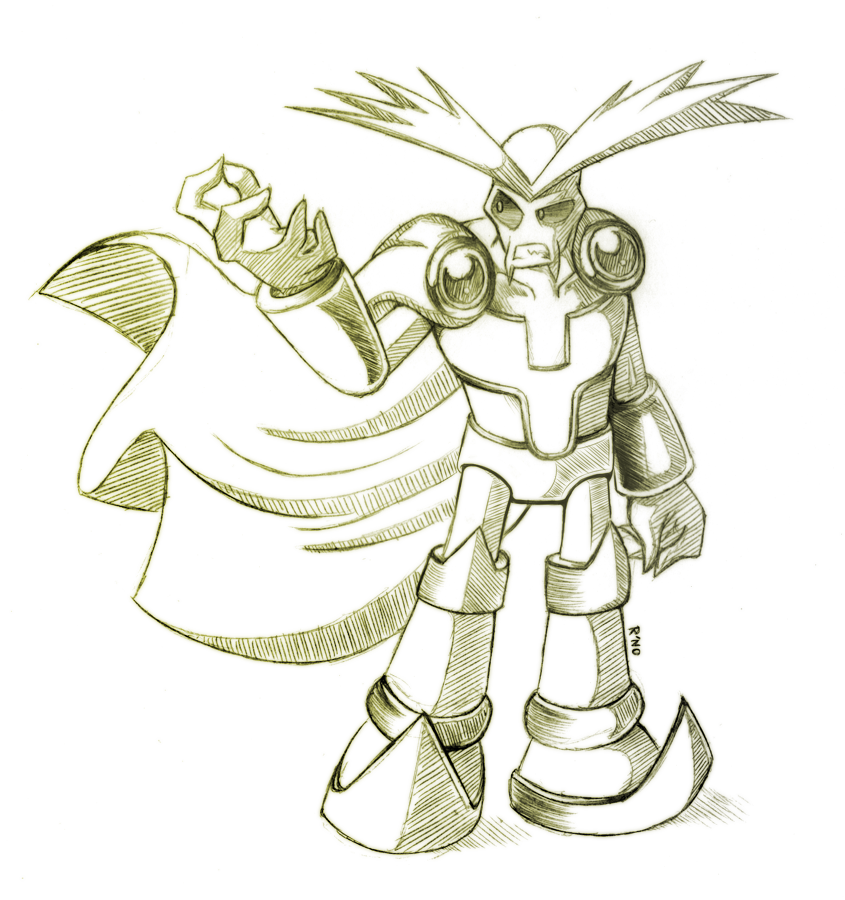
Brevon.